# Bremen (personaggio)
(Bremen)
Bremen è un personaggio fantastico che compare - come ombra - nel libro La Spada di Shannara e, in seguito, nel terzo libro della medesima trilogia, intitolato La Canzone di Shannara. La vicenda terrena di Bremen viene narrata da Terry Brooks nel Prequel alla prima trilogia, intitolato Il primo re di Shannara.

## Storia
Dopo la Prima Guerra delle Razze, i druidi bandirono gli esperimenti sui saperi antichi e sulla magia per evitare di esserne nuovamente corrotti. Soltanto pochi druidi, tra cui Bremen, convinto che Brona non fosse stato sconfitto e che la magia fosse necessaria al bene dell'umanità, continuarono a praticare la magia - seppur con cautela. Entrato in conflitto con il capo supremo dei druidi Athabasca, Bremen lascia Paranor. Decide di farvi ritorno per avvertire i suoi antichi sodali del ritorno di Brona e dell'imminenza dell'attacco a Paranor e della sua distruzione da parte del signore oscuro. Tuttavia Athabasca non gli crede e lo bandisce definitivamente da Paranor insieme ai suoi pochi amici.
L'attacco di Brona stermina quasi completamente i druidi; Bremen rimane il solo depositario della conoscenza delle arti magiche. La missione di Bremen, istruito da Galaphile al Perno dell'Ade per mezzo di visioni, è sconfiggere Brona con l'aiuto dei popoli delle Quattro terre e di alcuni amuleti, tra cui l'Eilt Druin, la Perla Nera e la Spada di Shannara. Costruita la spada di Shannara grazie all'unione di scienza e magia e infusa la sua lama del potere della verità, Bremen riconosce in Jerle Shannara - nuovo re degli Elfi - il condottiero apparsogli nella visione al perno dell'Ade in qualità di incaricato a brandire la spada contro il Signore degli Inganni. 
Durante la battaglia finale nella Valle di Rhenn, tuttavia, Jerle Shannara fallisce nel suo compito in quanto non ha pienamente fiducia nel potere della spada e Brona riesce a fuggire. Indebolito dalla battaglia e giunto alla fine della sua vita terrena, Bremen trasmette ad Allanon il compito di guardiano delle Quattro Terre e si riunisce ai suoi antenati al Perno dell'Ade. 
Il personaggio di Bremen comparirà più volte nei libri della prima trilogia di Shannara, in quanto spesso Allanon si recherà al Perno dell'Ade per conferire con lui.